# (18956) Jessicarnold
(18956) Jessicarnold (2000 QK126) – planetoida z pasa głównego asteroid okrążająca Słońce w ciągu 3,43 lat w średniej odległości 2,27 j.a. Odkryta 31 sierpnia 2000 roku.